# 蜂よ聞いてくれ
{{{annotations}}}
ヨーロッパの多くの国にみられる伝統として、人生や家族にとっての大事な出来事（出産、結婚、死別、帰省など）を蜂に聞かせるという習慣がある。もしそれを怠ったり忘れてしまえば、蜂は死別において喪に服してはくれず、巣を離れたり、蜂蜜づくりをやめたり、死んだりするという罰が下ると信じられていた。

## 歴史と起源
この習慣の起源についてはほぼ何もわかっていない。エーゲ文明においては蜂に現世と死後の世界を橋渡しする能力があると考えられていたことをわずかに連想させるのみである。

この習慣が最も広く知られているのはイングランドだが、アイルランド、ウェールズ、ドイツ、オランダ、フランス、スイス、チェコのボヘミア、アメリカでも記録が残っている。 19世紀半ばのリンカンシャーでは次のような文章が記録に残っている。
結婚式と葬式では必ずウェディングケーキか（葬儀のときにふるまわれる）ビスケットがひとかけら蜂に与えられ、結婚した人か亡くなった人の名前もこのときに告げられる。もし蜂が前者を知らされなければ、かんかんに腹を立ててその針が届くところはくまなく刺されることになる。もし後者を知らされなけば蜂は病気になって、何匹も死ぬことになる。

## バリエーション

### 死と葬儀

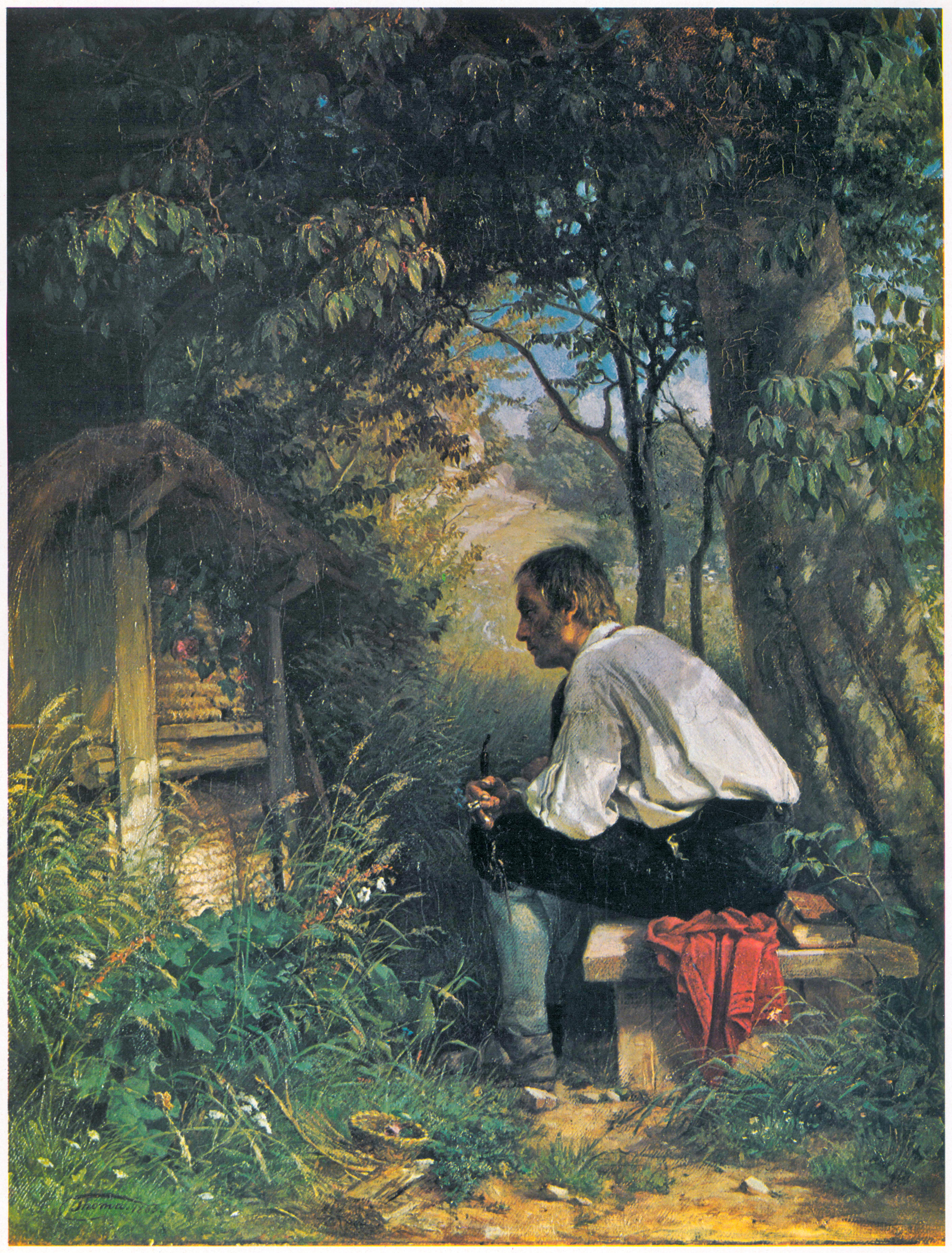
ハンス・トーマ『蜂の友達』(1863年または1864年）

その家で誰かが亡くなった時にそれを蜂に知らせる手段はいくつかあり、したがって蜂の正しい喪への服し方も一つではない。

一連の流れについてはサミュエル・アダムス・ドレイクが1908年の『A book of New England legends and folk lore in prose and poetry』（詩と散文にみるニューイングランドの伝説と民話）という本にまとめている。
...その家のよき妻が行って養蜂台に、たいてい喪の象徴である黒い布をかけながら、ささやくように物悲しい調べを自分自身に口ずさむのである
ノッティンガムシャーに伝わるその「調べ」の一つは、女性（配偶者か介護者のどちらか）が「主人が死んだ。 でもあなたは行っちゃだめ。あなたの女主人もあなたにとってすてきな主人になる」(The master's dead, but don't you go; Your mistress will be a good mistress to you）というものである。似たような口吟としてドイツには「小さな蜂よ、私の主人が亡くなった。私を苦しみから解き放って」というものが伝わっている。
別のやり方として、家父長である男性が巣に近づいて、巣の上からそっとたたき「それで蜂が安心する」のを待ってから「低い声で同じことを、あるい亡くなった人を名前を挙げて」蜂に聞かせる。巣をたたくときにはその家の鍵が使われることもあった。
アメリカのカロライナ山付近に伝わっているものには「巣をひとつずつ叩く。そうしたら『ルーシーが死んだ』と言う」バリエーションもある。
蜂は葬儀そのものに招かれることもある。
養蜂家が亡くなった場合は、葬儀でふるまわれたビスケットやワインのような食事や飲み物が蜂のために巣のそばにもそなえられたり、巣を棺にみたてて数インチだけ持ち上げてからまた下ろすこともある。あるいは蜂の巣を交代で葬送に立ち会わせたり、喪服を巣にたてかけたりもする。
フランスのピレネー山脈の一部に伝わる民話によれば 「亡くなった人間の衣服は養蜂台の下に埋め、飼っていた蜂はけして売ったり、譲ったり、交換したりしない」。
万が一、蜂が亡くなった家族を知らされていないことがあれば、「深刻な災難」がその家だけでなく、その家の巣を買った人間にもふりかかる。たとえば、ノーフォークに伝わるある家族の記録では、少し前に亡くなった農夫の所有していた蜂が「亡き主人のための喪に服して」はいなかったため「病気がちで、巣は育ちそうにはなかった」。しかし新たな主人が棒に「クレープをすこし」巻きつけて、巣にくくりつけたところ、蜂はすぐに元気になった。この結末は「とりもなおさず蜂が喪に服したことによる」ものであった。

### 結婚式
蜂に家族の出来事を聞かせる習慣は葬儀に関する内容がごく一般的であるのだが、一部の地域では、特に結婚式のような幸せな出来事についても蜂に聞かせる習わしがある。
ドイツのウェストファリアでは、新たに結婚して新居をかまえるカップルは、必ず最初に蜂へそのことを報告する必要がある。さもなければ「二人の結婚は不幸なものになる」。
スコットランドの新聞ダンディー・クーリエに1950年代に掲載された記事では、蜂を結婚式に招く習慣が紹介されている。もし結婚式が家で行われる場合は、巣は飾り付けられ、ウェディングケーキひとかけが巣のそばに置かれることもあった。
結婚式にあわせて巣を飾り付ける習慣は19世紀はじめに登場したといわれる。
フランスのブルターニュに伝わっているのは、結婚式のときに不要になった巣がスカーレットの布で飾られ、蜂も祝いごとに混ざることが許されて空に放たれた、というものである。

## 散文と詩
ウィーン出身の小説家ボジェナ・ニェムツォヴァーが1855年に書いた小説『おばあさん』では、その結末で表題となっている女性が「私が死んだらそれを蜂に聞かせるのを忘れないで。そうすれば蜂が死に絶えてしまうことはないから！」と語る。ニェムツォヴァーの小説には、ボヘミア、モラヴィア、シレジア、スロバキアに伝わる習慣がよく登場する。これはニェムツォヴァーが19世紀半ばにこの地域で行ったエスノグラフィック・リサーチがもとになっている。
詩に関していえば、デボラ・ディグス(Deborah Digges)、ジョン・エニス(John Ennis)、ユージーン・フィールド(Eugene Field)、キャロル・フロスト(Carol Frost)などの詩人が、この習慣を自身の作品のタイトルに取り入れている。
19世紀の詩人ジョン・グリーンリーフ・ウィッティアの詩『Telling the Bees』の一節には、この習慣が直接的に描かれている。
Before them, under the garden wall,

Forward and back

Went, drearily singing, the chore-girl small,

Draping each hive with a shred of black.

Trembling, I listened; the summer sun

Had the chill of snow;

For I knew she was telling the bees of one

Gone on the journey we all must go!

...

 

And the song she was singing ever since 

In my ear sounds on:—

"Stay at home, pretty bees, fly not hence!

Mistress Mary is dead and gone!"
庭の塀の下にある蜂の巣箱の前で

行ったり来たりしながら

物悲しい歌をうたっている幼い下女の娘

巣箱一つずつに黒い布切れをかけている

おののきながら私は聞いた。夏の太陽が

雪のように冷たいというのを。

あの娘が蜂たちに聞かせているのは誰のことか私はわかっている

その人は旅にでた。私たち皆がいつか必ずでる旅に！

（中略）

そしてあの娘がうたっていた歌はそれ以来

私の耳もとに流れて続けている。

「おうちにいてね、かわいい蜂さん、飛んでいかないで！

女主人のメアリーさまがあの世に行ってしまっても！」
文芸作品以外では、イギリスの刑事ドラマ『もう一人のバーナビー警部』のエピソード「蜂の一刺し」（シーズン1：エピソード 44）にもこの習慣が描かれ、蜂を喪に服させるために巣には黒い布がかけられる。